# Calyptothecium prainii
Calyptothecium prainii är en bladmossart som beskrevs av Brotherus och Hirendra Chandra Gangulee 1976. Calyptothecium prainii ingår i släktet Calyptothecium och familjen Pterobryaceae. Inga underarter finns listade i Catalogue of Life.